# Kula (Voivodina)
Kula (Serbo: Kula or Кула, Ruso: Кула, húngaro: Kula, alemán: Wolfsburg) es una villa y municipio del distrito de Bačka del Oeste de Voivodina, Serbia. En 2011, la villa tenía una población de 17 866 habitantes, y el municipio un total de 43 101.

## Historia
Kula significa "Torre" en serbio. Durante los siglos XVI-XVII existió una torre del ejército del Imperio otomano, de ahí la localidad recibe su nombre. Durante el dominio Otomano, el asentamiento fue poblado por los serbios. Desde el final del siglo XVII, Kula perteneció a la Monarquía de los Habsburgo. En 1733, la población del asentamiento ascendía a 251 casas. En estos momentos, Kula estaba ocupada por los Serbios. Los húngaros empezaron a asentarse en 1740 y los alemanes en 1780-1785. Al comienzo del siglo XX, la población de Kula era de 9,000 habitantes aproximadamente. Después del 1918, pasó a formar parte del Reino de los Serbios, Croatas y Eslovenos y por consiguiente parte de Yugoslavia.

## Localidades
El municipio comprende las villas de Kula y Crvenka y los siguientes pueblos:
- Kruščić
- Lipar
- Nova Crvenka
- Ruski Krstur
- Sivac

## Grupos Étnicos (censo de 2002)
La población del municipio de Kula se divide en:
- Serbios (52.01%)
- Montenegrinos (16.34%)
- Rusos (11.16%)
- Húngaros (8.44%)
- Ucranianos (3%)
- Croatas (1.66%)
- Yugoslavos (1.53%)